# الكداية
قرية الكداية هي إحدى القرى التابعة لمركز أطفيح في محافظة الجيزة في جمهورية مصر العربية. حسب إحصاءات سنة 2006، بلغ إجمالي السكان في الكداية 25793 نسمة، منهم 13603 رجل و12190 امرأة.